# Oberdorf, Špital ob Dravi
Oberdorf je naselje v Občini Špital ob Dravi v Okraju Špital ob Dravi  na Koroškem v Avstriji.